# Sankt Gallen, Steiermark
Sankt Gallen är en ort och kommun i  distriktet Liezen i förbundslandet Steiermark i Österrike. Kommunen utökades den 1 januari 2015 då kommunen Weißenbach an der Enns införlivades.
Kommunen består av tio orter (Ortschaften) (inom parentes invånarantal 1 januari 2024):

- Bergerviertel (14)
- Bichl (5)
- Breitau (4)
- Oberlaussa (6)
- Oberreith (172)
- Reiflingviertel (14)
- Sankt Gallen (1 240)
- Unterlaussa (31)
- Weißenbach an der Enns (297)
- Wolfsbachau (20)